# Museo de Informática de la República Argentina
El Museo de Informática de la República Argentina es un museo con sede en Buenos Aires, Argentina. Está administrado por la Fundación ICATEC (una organización sin ánimo de lucro), y fue fundado en 2010; con el objetivo de conservar, preservar, y difundir el patrimonio informático, como así también resguardar la memoria de los pioneros del campo de la informática en Argentina. Posee una colección propia de más de 2000 objetos, como así también una biblioteca con libros, manuales, software y revistas del tema.

## Historia
En el año 2005 sus fundadores, Carlos Chiodini y Alicia E. Murchio deciden crear un museo para exhibir la colección personal que poseían; durante el año 2010 se convierte en una fundación y cobra relevancia dentro del ámbito de eventos tecnológicos y universitarios del país, asistiendo a más de 6 exposiciones durante el año. En año 2012 pasa a formar parte de la red de museos porteños. En agosto del 2013 logra tener su planta permanente en la Ciudad de Buenos Aires, dando la oportunidad de poder ser visitado todas las semanas, especialmente por otras ONG, escuelas y universidades.
En 2022 cerró sus puertas manteniendo solamente su modalidad de museo itinerante.

## Exposiciones

### Virtuales
El 30 de junio de 2021, se inauguró SPY Space la primera muestra virtual del Museo de Informática, que no pudo ser visitada debido a la pandemia.
SypSpace muestra la evolución de la tecnología a lo largo de los años, tomando como base la criptografía, la combinación del arte y la ciencia para generar mensajes indetectables. De manera interactiva y mostrando la evolución de técnicas y equipamientos cada vez más sofisticados, esta experiencia permite conocer los secretos de los algoritmos desarrollados por el hombre para el espionaje. 
Se podrán observar objetos históricos que forman parte del acervo patrimonial del Museo, todos utilizados para obtener datos importantes y que representaron hitos en el avance científico: desde la máquina Enigma utilizada por los alemanes durante la Segunda Guerra Mundial o la bombe de turing hasta el smartphone, un poderoso dispositivo de espionaje que hoy todos tenemos en nuestro bolsillo. 
Esta muestra creada y curada por Carlos Chiodini y Alicia Murchio, pudo realizarse gracias apoyo voluntario de Sebastián Magnarelli y Martín Pepa, Kevin Jaimovich de la empresa Cubelo, Federico Ini y de Carlos Mazalán,  quienes cada uno como equipo hicieron su aporte para dar a luz este proyecto.

### Itinerantes
El museo participó en las siguientes muestras y eventos de informática dentro de la Argentina:
- Bicexpo 2010[6]
- CISL 2010
- ExpoIngeniería 2010[7]
- Tecnofields 2011/12[8]
- Muestra R/evolución (en UTN Medrano) 2011[9]
- HostingDay 2011
- ExpoProyecto UNLaM 2011
- Caper 2012/13
- Ekoparty 2011/12/13[10][11][12]

### Sede
En su sede se realizaron las siguientes exposiciones:
- "Play the Game - 40 años de videojuegos"[13][14][15]
- "Think Different: Apple & Steve Jobs"[16][17][18]
- Noche de los Museos 2012/13/14[19][20][21]
- Play the Game 2014[22][23][24]
- "Hecho en Argentina" 2014[25][26][27]

## Publicaciones
El museo edita anualmente una revista, sobre conservación, historia y tecnología. Las cuales se encuentran disponibles gratuitamente en línea.
- Revista de Tecnología e Informática Histórica (1). 2011. p. 90. ISSN 2250-5431.
- Revista de Tecnología e Informática Histórica (2). 2012. p. 90. ISSN 2250-5431.